# Liga dos Campeões da CAF de 2019–20 – Fase de Grupos
A Fase de Grupos da Liga dos Campeões da CAF de 2019–20 foi disputada entre 29 de novembro de 2019 até 1 de fevereiro de 2020. Um total de 16 equipes competiram nesta fase para definir os oito classificados para as oitavas de final.

## Sorteio
O sorteio para a fase de grupos foi realizado em 9 de outubro de 2019 em Cairo no Egito.
As equipes foram separadas nos potes pela sua performance em competições da CAF nas cinco temporadas anteriores (ranking mostrado nos parênteses). Cada grupo contém uma equipe de cada pote.
| Pote    | Pote 1                                                                                               | Pote 2                                                                                                | Pote 3                                                                                     | Pote 4                                                                                 |
| ------- | --- | --- | ------------------------------------------------------------------------------------------ | -------------------------------------------------------------------------------------- |
| Equipes | - Espérance de Tunis (63.5 pts) - TP Mazembe (63 pts) - Wydad Casablanca (63 pts) - Al-Ahly (57 pts) | - Étoile du Sahel (50 pts) - Mamelodi Sundowns (49 pts) - Zamalek (44 pts) - Raja Casablanca (25 pts) | - USM Alger (25 pts) - ZESCO United (24.5 pts) - AS Vita Club (24 pts) - Al-Hilal (19 pts) | - 1° de Agosto (16 pts) - FC Platinum (5 pts) - Petro de Luanda (2.5 pts) - JS Kabylie |

## Calendário
O calendário para a esta fase é o seguinte:
| Rodada          | Datas                      | Datas                                  |
| Rodada          | Datas originais            | Datas revisadas                        |
| --------------- | -------------------------- | -------------------------------------- |
| Primeira rodada | 29–30 de novembro de 2019  | 29–30 de novembro de 2019              |
| Segunda rodada  | 6–7 de dezembro de 2019    | 6–7 de dezembro de 2019                |
| Terceira rodada | 27–28 de dezembro de 2019  | 27–28 de dezembro de 2019              |
| Quarta rodada   | 14–15 de fevereiro de 2020 | 10–11 de janeiro de 2020               |
| Quinta rodada   | 21–22 de fevereiro de 2020 | 24–25 de janeiro de 2020               |
| Sexta rodada    | 6–7 de março de 2020       | 31 de janeiro – 1 de fevereiro de 2020 |

## Grupos

### Grupo A
| Pos. | Equipe       | Pts | J | V | E | D | GP | GC | SG |
| ---- | ------------ | --- | - | - | - | - | -- | -- | -- |
| 1    | TP Mazembe   | 14  | 6 | 4 | 2 | 0 | 11 | 4  | +7 |
| 2    | Zamalek      | 9   | 6 | 2 | 3 | 1 | 5  | 4  | +1 |
| 3    | 1º de Agosto | 4   | 6 | 0 | 4 | 2 | 4  | 7  | –3 |
| 4    | ZESCO United | 3   | 6 | 0 | 3 | 3 | 5  | 10 | –5 |

|              | AGO | MAZ | ZAM | ZES |
| ------------ | --- | --- | --- | --- |
| 1º de Agosto |     | 1–1 | 0–0 | 1–1 |
| TP Mazembe   | 2–1 |     | 3–0 | 3–1 |
| Zamalek      | 2–0 | 0–0 |     | 2–0 |
| ZESCO United | 1–1 | 1–2 | 1–1 |     |

| 30 de novembro de 2019 | TP Mazembe                  | 3 – 0     | Zamalek | Stade TP Mazembe, Lubumbashi |
| 15:00 (UTC+2)          | Muleka 60', 84' · Mputu 66' | Relatório |         | Árbitro: MLI Mahamadou Kéïta |

| 30 de novembro de 2019 | 1º de Agosto | 1 – 1     | ZESCO United | Estádio Nacional 11 de Novembro, Luanda |
| 17:00 (UTC+1)          | Mabululu 9'  | Relatório | Mwape 16'    | Árbitro: MAD Andofetra Rakotojaona      |

| 7 de dezembro de 2019 | ZESCO United | 1 – 2     | TP Mazembe      | Estádio Levy Mwanawasa, Ndola |
| 18:00 (UTC+2)         | Kalengo 67'  | Relatório | Muleka 10', 63' | Árbitro: TUN Youssef Essrayri |

| 7 de dezembro de 2019 | Zamalek            | 2 – 0     | 1º de Agosto | Estádio Al-Ahly, Cairo        |
| 19:00 (UTC+2)         | Bencharki 16', 68' | Relatório |              | Árbitro: RWA Louis Hakizimana |

| 27 de dezembro de 2019 | 1º de Agosto | 1 – 1     | TP Mazembe | Estádio Nacional 11 de Novembro, Luanda |
| 17:00 (UTC+1)          | Mabululu 12' | Relatório | Kalaba 8'  | Árbitro: KEN Davies Omweno              |

| 28 de dezembro de 2019 | ZESCO United  | 1 – 1     | Zamalek     | Estádio Levy Mwanawasa, Ndola |
| 15:00 (UTC+2)          | Aladeokun 78' | Relatório | Mohamed 72' | Árbitro: MRI Ahmad Heeralall  |

| 10 de janeiro de 2020 | Zamalek                    | 2 – 0     | ZESCO United | Estádio Al-Ahly, Cairo             |
| 21:00 (UTC+2)         | Bencharki 4' · Mohamed 89' | Relatório |              | Árbitro: ETH Bamlak Tessema Weyesa |

| 11 de janeiro de 2020 | TP Mazembe               | 2 – 1     | 1º de Agosto | Stade TP Mazembe, Lubumbashi |
| 15:00 (UTC+2)         | Ushindi 59' · Muleka 68' | Relatório | Mabululu 8'  | Árbitro: GUI Souleiman Djama |

| 24 de janeiro de 2020 | Zamalek | 0 – 0     | TP Mazembe | Estádio Al-Ahly, Cairo        |
| 21:00 (UTC+2)         |         | Relatório |            | Árbitro: SEN Maguette N'Diaye |

| 25 de janeiro de 2020 | ZESCO United | 1 – 1     | 1º de Agosto  | Estádio Levy Mwanawasa, Ndola  |
| 18:00 (UTC+2)         | Kalengo 50'  | Relatório | Ary Papel 69' | Árbitro: ALG Mehdi Abid Charef |

| 1 de fevereiro de 2020 | 1º de Agosto | 0 – 0     | Zamalek | Estádio Nacional 11 de Novembro, Luanda |
| 14:00 (UTC+1)          |              | Relatório |         | Árbitro: ERI Tsegay Teklu               |

| 1 de fevereiro de 2020 | TP Mazembe                          | 3 – 1     | ZESCO United | Stade TP Mazembe, Lubumbashi |
| 15:00 (UTC+2)          | Muleka 32' (pen), 79' · Ushindi 61' | Relatório | Kalengo 34'  | Árbitro: ZIM Norman Matemera |

### Grupo B
| Pos. | Equipe          | Pts | J | V | E | D | GP | GC | SG |
| ---- | --------------- | --- | - | - | - | - | -- | -- | -- |
| 1    | Étoile du Sahel | 12  | 6 | 4 | 0 | 2 | 8  | 3  | +5 |
| 2    | Al-Ahly         | 11  | 6 | 3 | 2 | 1 | 7  | 4  | +3 |
| 3    | Al-Hilal        | 10  | 6 | 3 | 1 | 2 | 7  | 6  | +1 |
| 4    | FC Platinum     | 1   | 6 | 0 | 1 | 5 | 2  | 11 | –9 |

|                 | ESS | ALH | FCP | ALY |
| --------------- | --- | --- | --- | --- |
| Étoile du Sahel |     | 0–1 | 2–0 | 1–0 |
| Al-Hilal        | 1–2 |     | 2–1 | 1–1 |
| FC Platinum     | 0–3 | 0–1 |     | 1–1 |
| Al-Ahly         | 1–0 | 2–1 | 2–0 |     |

| 29 de novembro de 2019 | Étoile du Sahel | 1 – 0     | Al-Ahly | Stade Olympique de Radès, Radès |
| 20:00 (UTC+1)          | Chikhaoui 50'   | Relatório |         | Árbitro: BOT Joshua Bondo       |

| 29 de novembro de 2019 | Al-Hilal       | 2 – 1     | FC Platinum | Estádio Al-Hilal, Ondurmã   |
| 21:00 (UTC+2)          | Eldai 26', 70' | Relatório | Tigere 81'  | Árbitro: GAM Bakary Gassama |

| 6 de dezembro de 2019 | Al-Ahly                         | 2 – 1     | Al-Hilal       | Estádio Al-Ahly, Cairo        |
| 21:00 (UTC+2)         | El Shahat 15' · Sobhi 37' (pen) | Relatório | El Tahir 90+8' | Árbitro: ALG Lahlou Benbraham |

| 7 de dezembro de 2019 | FC Platinum | 0 – 3     | Étoile du Sahel                   | Estádio Barbourfields, Bulawayo         |
| 15:00 (UTC+2)         |             | Relatório | Aribi 23', 46' · Haj Hassen 90+1' | Árbitro: ANG Hélder Martins de Carvalho |

| 28 de dezembro de 2019 | Étoile du Sahel | 0 – 1     | Al-Hilal     | Stade Olympique de Radès, Radès    |
| 17:00 (UTC+1)          |                 | Relatório | El Tahir 59' | Árbitro: MAR Noureddine El Jaafari |

| 28 de dezembro de 2019 | Al-Ahly               | 2 – 0     | FC Platinum | Estádio Al-Ahly, Cairo        |
| 21:00 (UTC+2)          | Soliman 8', 69' (pen) | Relatório |             | Árbitro: BDI Georges Gatogato |

| 11 de janeiro de 2020 | FC Platinum | 1 – 1     | Al-Ahly    | Estádio Barbourfields, Bulawayo        |
| 15:00 (UTC+2)         | Ngala 19'   | Relatório | Mohsen 52' | Árbitro: COD Jean-Jacques Ndala Ngambo |

| 11 de janeiro de 2020 | Al-Hilal   | 1 – 2     | Étoile du Sahel                  | Estádio Al-Hilal, Ondurmã     |
| 21:00 (UTC+2)         | Bakhet 30' | Relatório | Behaldeen 35' (g.c) · Msakni 71' | Árbitro: ALG Mustapha Ghorbal |

| 25 de janeiro de 2020 | FC Platinum | 0 – 1     | Al-Hilal  | Estádio Barbourfields, Bulawayo |
| 15:00 (UTC+2)         |             | Relatório | Eldai 84' | Árbitro: ZAM Janny Sikazwe      |

| 26 de janeiro de 2020 | Al-Ahly   | 1 – 0     | Étoile du Sahel | Estádio Al-Ahly, Cairo    |
| 21:00 (UTC+2)         | Ajayi 32' | Relatório |                 | Árbitro: RSA Victor Gomes |

| 1 de fevereiro de 2020 | Étoile du Sahel        | 2 – 0     | FC Platinum | Stade Olympique de Radès, Radès |
| 20:00 (UTC+1)          | Aribi 48' · Baayou 72' | Relatório |             | Árbitro: MRI Ahmad Heeralall    |

| 1 de fevereiro de 2020 | Al-Hilal   | 1 – 1     | Al-Ahly   | Estádio Al-Hilal, Ondurmã   |
| 21:00 (UTC+2)          | Omer 90+6' | Relatório | Magdy 48' | Árbitro: MAR Rédouane Jiyed |

### Grupo C
| Pos. | Equipe            | Pts | J | V | E | D | GP | GC | SG |
| ---- | ----------------- | --- | - | - | - | - | -- | -- | -- |
| 1    | Mamelodi Sundowns | 14  | 6 | 4 | 2 | 0 | 9  | 3  | +6 |
| 2    | Wydad Casablanca  | 9   | 6 | 2 | 3 | 1 | 10 | 6  | +4 |
| 3    | Petro de Luanda   | 4   | 6 | 0 | 4 | 2 | 8  | 14 | –6 |
| 4    | USM Alger         | 3   | 6 | 0 | 3 | 3 | 6  | 10 | –4 |

|                   | USM | MSD | APL | WAC |
| ----------------- | --- | --- | --- | --- |
| USM Alger         |     | 0–1 | 2–2 | 1–1 |
| Mamelodi Sundowns | 2–1 |     | 3–0 | 1–0 |
| Petro de Luanda   | 1–1 | 2–2 |     | 2–2 |
| Wydad Casablanca  | 3–1 | 0–0 | 4–1 |     |

| 30 de novembro de 2019 | USM Alger | 1 – 1     | Wydad Casablanca | Estádio Mustapha Tchaker, Blida |
| 17:00 (UTC+1)          | Zouari 5' | Relatório | Aouk 89'         | Árbitro: SEY Bernard Camille    |

| 30 de novembro de 2019 | Mamelodi Sundowns                       | 3 – 0     | Petro de Luanda | Estádio Lucas Masterpieces Moripe, Pretória |
| 21:00 (UTC+2)          | Affonso 7' · Madisha 29' · Mkhulise 76' | Relatório |                 | Árbitro: EGY Gehad Grisha                   |

| 7 de dezembro de 2019 | Petro de Luanda | 1 – 1     | USM Alger   | Estádio Nacional 11 de Novembro, Luanda |
| 14:00 (UTC+1)         | Toni 64'        | Relatório | Benchaâ 54' | Árbitro: ETH Bamlak Tessema Weyesa      |

| 7 de dezembro de 2019 | Wydad Casablanca | 0 – 0     | Mamelodi Sundowns | Estádio Mohammed V, Casablanca         |
| 20:00 (UTC+1)         |                  | Relatório |                   | Árbitro: COD Jean-Jacques Ndala Ngambo |

| 28 de dezembro de 2019 | USM Alger | 0 – 1     | Mamelodi Sundowns | Estádio Mustapha Tchaker, Blida |
| 17:00 (UTC+1)          |           | Relatório | Kekana 59'        | Árbitro: MTN Beida Damane       |

| 28 de dezembro de 2019 | Wydad Casablanca                                   | 4 – 1     | Petro de Luanda | Estádio Mohammed V, Casablanca |
| 20:00 (UTC+1)          | El Kaabi 29', 79', 90+3' (pen) · Wilson 84' (g.c.) | Relatório | Toni 68'        | Árbitro: ZAM Janny Sikazwe     |

| 11 de janeiro de 2020 | Mamelodi Sundowns           | 2 – 1     | USM Alger   | Estádio Loftus Versfeld, Pretória |
| 15:00 (UTC+2)         | Morena 36' · Vilakazi 45+1' | Relatório | Mahious 44' | Árbitro: EGY Mahmoud El Banna     |

| 11 de janeiro de 2020 | Petro de Luanda             | 2 – 2     | Wydad Casablanca                | Estádio Nacional 11 de Novembro, Luanda |
| 17:00 (UTC+1)         | Herenilson 21' · Dany 45+1' | Relatório | Kasengu 14' · Jabrane 58' (pen) | Árbitro: CIV Kalilou Traoré             |

| 24 de janeiro de 2020 | Wydad Casablanca                       | 3 – 1     | USM Alger  | Estádio Mohammed V, Casablanca  |
| 20:00 (UTC+1)         | El Karti 7' · Aouk 24' · Kasengu 45+1' | Relatório | Meftah 79' | Árbitro: GAB Eric Otogo-Castane |

| 25 de janeiro de 2020 | Petro de Luanda               | 2 – 2     | Mamelodi Sundowns                | Estádio Nacional 11 de Novembro, Luanda |
| 14:00 (UTC+1)         | Job 41' (pen) · Tuyisenge 71' | Relatório | Sirino 23' (pen) · Madisha 90+1' | Árbitro: MLI Mahamadou Kéïta            |

| 1 de fevereiro de 2020 | USM Alger               | 2 – 2     | Petro de Luanda      | Estádio 23 de Agosto de 1955, Bordj Bou Arreridj |
| 14:00 (UTC+1)          | Mahious 33' · Ardji 70' | Relatório | Picas 80' · Toni 81' | Árbitro: TUN Sadok Selmi                         |

| 1 de fevereiro de 2020 | Mamelodi Sundowns              | 1 – 0     | Wydad Casablanca | Estádio Lucas Masterpieces Moripe, Pretória |
| 15:00 (UTC+2)          | Ricardo Nascimento 45+1' (pen) | Relatório |                  | Árbitro: SEN Daouda Guèye                   |

### Grupo D
| Pos. | Equipe             | Pts | J | V | E | D | GP | GC | SG |
| ---- | ------------------ | --- | - | - | - | - | -- | -- | -- |
| 1    | Espérance de Tunis | 11  | 6 | 3 | 2 | 1 | 7  | 3  | +4 |
| 2    | Raja Casablanca    | 11  | 6 | 3 | 2 | 1 | 6  | 4  | +2 |
| 3    | JS Kabylie         | 7   | 6 | 2 | 1 | 3 | 3  | 7  | –4 |
| 4    | AS Vita Club       | 4   | 6 | 1 | 1 | 4 | 4  | 6  | –2 |

|                    | RAJ | JSK | ASV | EST |
| ------------------ | --- | --- | --- | --- |
| Raja Casablanca    |     | 2–0 | 1–0 | 0–2 |
| JS Kabylie         | 0–0 |     | 1–0 | 1–0 |
| AS Vita Club       | 0–1 | 4–1 |     | 0–2 |
| Espérance de Tunis | 2–2 | 1–0 | 0–0 |     |

| 29 de novembro de 2019 | JS Kabylie | 1 – 0     | AS Vita Club | Estádio 1 de Novembro de 1954, Tizi Ouzou |
| 17:00 (UTC+1)          | Addadi 66' | Relatório |              | Árbitro: MRI Ahmad Heeralall              |

| 30 de novembro de 2019 | Raja Casablanca | 0 – 2     | Espérance de Tunis      | Estádio Mohammed V, Casablanca |
| 20:00 (UTC+1)          |                 | Relatório | Badri 8' · Ouattara 15' | Árbitro: RSA Victor Gomes      |

| 6 de dezembro de 2019 | AS Vita Club | 0 – 1     | Raja Casablanca | Stade des Martyrs, Kinshasa |
| 17:00 (UTC+1)         |              | Relatório | Rahimi 48'      | Árbitro: ZAM Janny Sikazwe  |

| 6 de dezembro de 2019 | Espérance de Tunis | 1 – 0     | JS Kabylie | Stade Olympique de Radès, Radès |
| 20:00 (UTC+1)         | Badri 73' (pen)    | Relatório |            | Árbitro: SEN Maguette N'Diaye   |

| 27 de dezembro de 2019 | Espérance de Tunis | 0 – 0     | AS Vita Club | Stade Olympique de Radès, Radès |
| 20:00 (UTC+1)          |                    | Relatório |              | Árbitro: GAB Eric Otogo-Castane |

| 27 de dezembro de 2019 | Raja Casablanca          | 2 – 0     | JS Kabylie | Estádio Mohammed V, Casablanca |
| 20:00 (UTC+1)          | Malango 51' · Rahimi 54' | Relatório |            | Árbitro: EGY Mohamed Maarouf   |

| 10 de janeiro de 2020 | JS Kabylie | 0 – 0     | Raja Casablanca | Estádio 1 de Novembro de 1954, Tizi Ouzou |
| 17:00 (UTC+1)         |            | Relatório |                 | Árbitro: RWA Louis Hakizimana             |

| 11 de janeiro de 2020 | AS Vita Club | 0 – 2     | Espérance de Tunis             | Stade des Martyrs, Kinshasa            |
| 17:00 (UTC+1)         |              | Relatório | Coulibaly 21' · Elhouni 90+11' | Árbitro: BDI Pacifique Ndabihawenimana |

| 25 de janeiro de 2020 | AS Vita Club                                              | 4 – 1     | JS Kabylie   | Stade des Martyrs, Kinshasa  |
| 17:00 (UTC+1)         | Shabani 24' (pen) · Bangala 55' · Luzolo 67' · Mayele 70' | Relatório | Hamroune 31' | Árbitro: SEY Bernard Camille |

| 25 de janeiro de 2020 | Espérance de Tunis          | 2 – 2     | Raja Casablanca       | Stade Olympique de Radès, Radès |
| 20:00 (UTC+1)         | Benguit 32' · Ben Choug 81' | Relatório | Ngah 49' · Banoun 67' | Árbitro: GAM Bakary Gassama     |

| 1 de fevereiro de 2020 | Raja Casablanca | 1 – 0     | AS Vita Club | Estádio Mohammed V, Casablanca |
| 17:00 (UTC+1)          | Banoun 3'       | Relatório |              | Árbitro: BOT Joshua Bondo      |

| 1 de fevereiro de 2020 | JS Kabylie   | 1 – 0     | Espérance de Tunis | Estádio 1 de Novembro de 1954, Tizi Ouzou |
| 17:00 (UTC+1)          | Hamroune 56' | Relatório |                    | Árbitro: EGY Amin Omar                    |